# Goniothorax plebeius
Goniothorax plebeius är en skalbaggsart som beskrevs av Sharp 1908. Goniothorax plebeius ingår i släktet Goniothorax och familjen glansbaggar. Inga underarter finns listade i Catalogue of Life.